# Mittelamerikanischer Totenkopfaffe
Der Mittelamerikanische Totenkopfaffe oder Rotrücken-Totenkopfaffe (Saimiri oerstedii) ist eine Primatenart aus der Gruppe der Neuweltaffen.
Der Artzusatz im wissenschaftlichen Namen ehrt den dänischen Botaniker Anders Sandøe Ørsted.

## Merkmale
Mittelamerikanische Totenkopfaffen sind wie alle Totenkopfaffen relativ kleine, schlanke Primaten. Sie erreichen eine Kopfrumpflänge von 28 bis 33 Zentimetern, der Schwanz wird 33 bis 43 Zentimeter lang. Ihr Gewicht beträgt etwa 0,6 bis 0,9 Kilogramm, wobei die Männchen etwas schwerer werden als die Weibchen. Der Rücken und die Gliedmaßen sind orangerot gefärbt, die Unterseite ist gelblich-weiß. Das Gesicht, die Kehle und die Ohrbüschel sind weiß, der Bereich um den Mund ist dunkel. Die Farbe der Kappe ist variabel: Bei der Unterart Saimiri oerstedii oerstedii ist sie schwarzbraun bei Männchen und schwarz bei Weibchen, bei der Unterart S. o. citrinellus ist sie graugrün bei Männchen und schwarzgrau bei Weibchen.

## Verbreitung und Lebensraum
Mittelamerikanische Totenkopfaffen sind in Mittelamerika beheimatet, ihr Verbreitungsgebiet umfasst die Pazifikküste Costa Ricas und des westlichen Panamas. Ihr Lebensraum sind Wälder, wobei sie in verschiedenen Waldtypen, etwa Regen-, Galerie- und Mangrovenwäldern zu finden sein können.

## Lebensweise und Ernährung
Diese Primaten sind tagaktiv und halten sich zumeist in den Bäumen, insbesondere in den unteren Regionen, auf. Sie sind schnelle und geschickte Kletterer, die sich meist auf allen vieren fortbewegen.
Sie leben in großen Gruppen aus etwa 40 bis 60 Tieren. Die Gruppen setzen sich aus vielen Männchen und Weibchen und dem gemeinsamen Nachwuchs zusammen. Innerhalb der Gruppe gibt es relativ wenig Aggressionen. Die Weibchen haben relativ wenig Bindung zueinander und etablieren auch keine Rangordnung. Die Rangordnung der Männchen ist nur schwach ausgeprägt, schwächer als bei anderen Totenkopfaffen.
Mittelamerikanische Totenkopfaffen ernähren sich vorwiegend von Insekten und Früchten, deren Anteil je nach Jahreszeit variieren kann. Die Jagd auf Insekten nimmt den größten Teil des Tages in Anspruch.

## Fortpflanzung
Die Paarungszeit liegt in den Monaten August bis Oktober, die Männchen nehmen in dieser Zeit bis zu 20 % an Gewicht zu und können so offensichtlich ihren Paarungserfolg steigern. Nach einer rund 150-tägigen Tragzeit bringt das Weibchen zwischen Februar und April meist ein einzelnes Jungtier zur Welt. Die Geburten innerhalb einer Gruppe sind synchronisiert und erfolgen innerhalb zweier Wochen. Nach rund vier Monaten sind die Jungen selbstständig, Weibchen werden mit 2,5 und Männchen mit 3,5 Jahren geschlechtsreif. Während die Männchen in ihrer Geburtsgruppe verbleiben, müssen die Weibchen diese verlassen – eine unter Primaten seltene Anordnung, weitaus häufiger ist es umgekehrt.

## Gefährdung
Hauptbedrohungen für die Mittelamerikanischen Totenkopfaffen stellt die Zerstörung ihres Lebensraums durch Waldrodungen dar. Dadurch ist ihr Verbreitungsgebiet stark verkleinert und zerstückelt worden. Die IUCN listet die Art als „gefährdet“ (vulnerable). Kritisch ist die Situation der Unterart S. o. citrinellus, deren Verbreitungsgebiet in Costa Rica stark fragmentiert ist, und deren Gesamtpopulation auf höchstens 1300 bis 1800 Tiere geschätzt wird.